# زائوربک سیداکوف
زائوربک سیداکوف (به روسی: Заурбек Сидаков) (زادهٔ ۱۴ مارس ۱۹۹۶) کشتی‌گیر اهل روسیه است که در دستهٔ ۷۴ کیلوگرم کشتی آزاد رقابت می‌کند. سیداکوف برندهٔ مدال طلای بازی‌های المپیک ۲۰۲۰ توکیو، قهرمان سه دورهٔ مسابقات قهرمانی کشتی جهان در سال‌های ۲۰۱۸، ۲۰۱۹ و ۲۰۲۳ است. او همچنین برندهٔ مدال طلای بازی‌های اروپایی ۲۰۱۹ مینسک است.

## فعالیت حرفه‌ای

### مسابقات قهرمانی کشتی جهان ۲۰۱۸
سیداکوف در وزن ۷۴ کیلوگرم کشتی آزاد قهرمانی کشتی جهان ۲۰۱۸ بوداپست حاضربود که میروسلاو کیروف کشتی‌گیر بلغاری، فرانکلین گومز کشتی‌گیر پورتوروکویی، جردن باروز کشتی‌گیر آمریکایی و فرانک چامیزو کشتی‌گیر اداد و به فینال رسید. وی در فینال آوتاندیل کنتچادزه کشتی‌گیر گرجی را شکست داد و مدال طلا وزن ۷۴ کیلوگرم را بدست آورد.

### مسابقات قهرمانی کشتی جهان ۲۰۱۹
سیداکوف در وزن ۷۴ کیلوگرم کشتی آزاد مسابقات قهرمانی کشتی جهان ۲۰۱۹ نورسلطان حاضر بود که ویکتور هرناندز از مکزیک، کمیل ریبیکی از لهستان، مائو اوکوئی از ژاپن و جردن باروز از آمریکا را شکست داد و به فینال رسید. وی در فینال فرانک چامیزو از ایتالیا را شکست داد و مدال طلا وزن ۷۴ کیلوگرم را بدست آورد.

### المپیک ۲۰۲۰ توکیو
سیداکوف در وزن ۷۴ کیلوگرم کشتی آزاد المپیک ۲۰۲۰ توکیو حاضر بود که آگوستو میدانا از گینه بیسائو، بکزاد عبدالرحمانوف از ازبکستان و دانیار کایسانوف از قزاقستان را شکست داد و به فینال رسید. وی در فینال ماگومدحبیب کادیماگمدوف از بلاروس را شکست داد و مدال طلا وزن ۷۴ کیلوگرم را بدست آورد.

### قهرمانی کشتی جهان ۲۰۲۳
سیداکوف در وزن ۷۴  کیلوگرم کشتی آزاد قهرمانی کشتی جهان ۲۰۲۳ بلگراد شرکت کرد، او در این مسابقات آوتاندیل کنتچادزه از گرجستان، بکزاد عبدالرحمانوف از ازبکستان، یونس امامی از ایران، ختاگ تسابولوف از صربستان و توران بایراموف از آذربایجان را شکست داد و به فینال رسید. وی در فینال کایل داک از آمریکا را شکست داد و مدال طلا را بدست آورد.